# Magnanobium
Magnanobium is een monotypisch geslacht van kevers uit de familie van de klopkevers (Anobiidae).

## Soort
- Magnanobium elongatum Pic, 1926